# Vjačaslaŭ Heraščanka
Vjačaslaŭ Leanidavič Heraščanka (in bielorusso Вячаслаў Леанідавіч Герашчанка?, angl. Vyacheslav Geraschenko; Mahilëŭ, 25 luglio 1972) è un allenatore di calcio ed ex calciatore bielorusso, fino al 1991 sovietico, di ruolo difensore, tecnico della Dinamo-2 Minsk.

## Palmarès

### Giocatore

#### Competizioni nazionali
- Campionato bielorusso: 1

Slavija Mazyr: 2000
- Coppa di Bielorussia: 1

Slavija Mazyr: 2000